# French Open 1958 (Badminton)
Die French Open 1958 im Badminton fanden vom 28. bis zum 30. März 1958 auf dem Vereinsgelände des Racing Club de France in Paris statt. Es war die 30. Auflage des Championats. Pratuang Pattabongse aus Thailand gewann die Titel im Damendoppel und Dameneinzel. Lediglich im Mixed musste sie sich mit Platz drei begnügen. Dort unterlag sie mit Maurice Mathieu aus Frankreich im Halbfinale den späteren Siegern Rolf Olsson und Ingrid Dahlberg mit 15:13, 11:15 und 8:15.

## Finalresultate
| Disziplin    | Sieger                             | Finalist                     | Ergebnis         |
| ------------ | ---------------------------------- | ---------------------------- | ---------------- |
| Herreneinzel | Peter Knack                        | Rolf Olsson                  | 15–8, 15-8       |
| Dameneinzel  | Pratuang Pattabongse               | Ingrid Dahlberg              | 11–0, 11–0       |
| Herrendoppel | Atte Nyberg Rolf Olsson            | Tom Heden Ghislain Vasseur   | 15–4, 15-6       |
| Damendoppel  | Pratuang Pattabongse Julie Charles | Beryl Olsson Ingrid Dahlberg | 18–13, 15–8      |
| Mixed        | Rolf Olsson Ingrid Dahlberg        | Atte Nyberg Beryl Olsson     | 15–1, 2-15, 15–7 |